# Jimmy Hill
Jimmy Hill (Londres, 22 de julio de 1928-Sussex, 19 de diciembre de 2015) fue un futbolista británico que jugaba en la demarcación de delantero. También fue entrenador de fútbol y presentador deportivo en televisión.

## Biografía
Debutó como futbolista en 1949 con el Brentford FC, jugando un total de 87 partidos —83 de liga— antes de ser traspasado al Fulham en marzo de 1952, para el que jugó 276 partidos de liga y anotó 41 goles. Además estableció un récord para el club al anotar cinco goles en un partido como visitante contra el Doncaster Rovers FC en 1958, formando además parte del equipo que ganó el ascenso a la Football League First Division. Finalmente se retiró como futbolista en 1961. En noviembre de ese mismo año se convirtió en el entrenador del Coventry City FC. Dirigió al club durante seis temporadas, ganando la Football League Third Division en 1964, y finalmente el año que dejó el club, la Football League Second Division, ascendiendo al club a la máxima categoría del fútbol inglés. Tras dejar los terrenos de juego, ejerció el puesto de comentarista y presentador deportivo de programas como Match of the Day y trabajando para cadenas como  London Weekend Television, la BBC o Sky Sports.
Falleció el 19 de diciembre de 2015 en Sussex a los 87 años de edad.

## Clubes

### Como futbolista
| Club         | País       | Año         | Partidos | Goles |
| ------------ | ---------- | ----------- | -------- | ----- |
| Brentford FC | Inglaterra | 1949 - 1952 | 87       | 10    |
| Fulham FC    | Inglaterra | 1952 - 1961 | 276      | 41    |

### Como entrenador
| Club             | País       | Año         | Par. | G   | E  | P  | Vic. % |
| ---------------- | ---------- | ----------- | ---- | --- | -- | -- | ------ |
| Coventry City FC | Inglaterra | 1961 - 1967 | 290  | 129 | 83 | 78 | 44,48  |

## Palmarés

### Campeonatos nacionales
| Título                          | Club             | País       | Año  |
| ------------------------------- | ---------------- | ---------- | ---- |
| Football League Third Division  | Coventry City FC | Inglaterra | 1964 |
| Football League Second Division | Coventry City FC | Inglaterra | 1967 |